# Nowe Bogaczowice
Nowe Bogaczowice est une localité polonaise de la gmina de Stare Bogaczowice, située dans le powiat de Wałbrzych en voïvodie de Basse-Silésie.